# Opal Lee

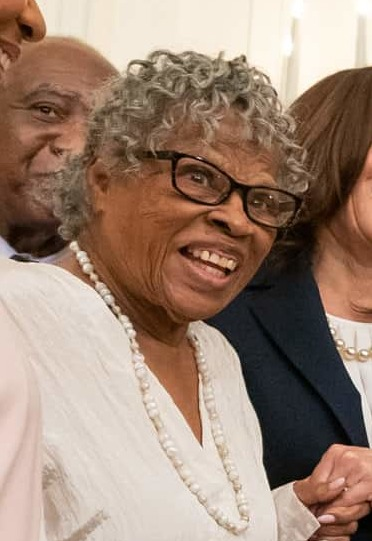
Opal Lee (2021)

Opal Lee (* 7. Oktober 1926 in Marshall, Texas) ist eine ehemalige US-amerikanische Lehrerin, die durch ihre erfolgreiche Kampagne zur Einführung des Juneteenth als nationalem Feiertag der Vereinigten Staaten bekannt wurde. Der Juneteenth gedenkt der Befreiung der Afroamerikaner aus der Sklaverei während des Sezessionskriegs.

## Leben
Opal Lee wurde 1926 in Marshall im US-Bundesstaat Texas als Tochter afroamerikanischer Eltern geboren. Ihr Vater arbeitete bei der Eisenbahn und wechselte gut zehn Jahre nach Lees Geburt seine Arbeit, wodurch die Familie nach Fort Worth umziehen musste. Dort bezog die Familie ein Einfamilienhaus in einem fast ausschließlich von Weißen bewohnten Stadtteil. Schon am Tag des Einzugs wurde die Familie wegen ihrer Hautfarbe bedroht, am nächsten Tag bildete sich ein gegen die Familie gerichteter Mob. Die Familie schaffte es zu entkommen, ihr Haus wurde kurz danach zerstört. Diese traumatische Erfahrung prägte die Zwölfjährige nachhaltig. Lee wurde später Lehrerin und arbeitete abends noch bei Lockheed Martin, um den Lebensunterhalt für ihre vier Kinder sicherzustellen. Später nahm sie eine Stelle als Sozialarbeiterin für benachteiligte Kinder in ihrer lokalen Schulbehörde an. Gleichzeitig und vor allem nach ihrem Eintritt in den Ruhestand tat sich Lee als Aktivistin für eine Gleichberechtigung der Rassen hervor. Zu ihrem Kernanliegen entwickelte sie die Einführung eines nationalen Feiertages am Juneteenth, dem 19. Juni, der die Befreiung der afroamerikanischen Sklaven markiert. Das Datum geht zurück auf den 19. Juni 1865, als die Emanzipationsproklamation zweieinhalb Jahre nach ihrer Verkündung durch Abraham Lincoln im Januar 1863 schließlich auch im texanischen Galveston verlesen wurde, wo Afroamerikaner vor dem Hintergrund des Sezessionskriegs immer noch versklavt gewesen waren. Gleichzeitig war es jener Tag, an dem der weiße Mob ihr Elternhaus zerstört hatte.
Jahrelang hatte Lee an diesem Tag öffentliche Feste in Fort Worth organisiert und regelmäßig symbolische 2,5-Meilen-Märsche organisiert, in Erinnerung an die 2,5 Jahren, die die Emanzipationsproklamation bis Galveston gebraucht hatte. Als 89-Jährige beschloss sie 2016, von Fort Worth aus nach Washington, D.C. zu marschieren, um Aufmerksamkeit auf dieses Anliegen zu lenken. Täglich lief sie dabei die symbolischen 2,5 Meilen. Der Marsch erbrachte große öffentliche Aufmerksamkeit, war kurzfristig aber in seinem Anliegen erfolglos. Erst vier Jahre später, während der Black-Lives-Matter-Proteste 2020, erhielt die Idee Lees verstärkte Aufmerksamkeit und Unterstützung. 2021 verabschiedete der US-Kongress ein Bundesgesetz zur Einführung des Feiertags, das am 17. Juni 2021 durch US-Präsident Joe Biden in Anwesenheit Lees unterzeichnet wurde. Lee selbst wurde durch diesen Erfolg öffentlich als Grandmother of Juneteenth („Großmutter des Juneteenth“) bekannt. 2023 wurde im Senat von Texas ein Gemälde Lees enthüllt, was eine seltene Ehrung durch den Bundesstaat Texas darstellt. Zudem verfasste Lee selbst ein Kinderbuch über die Bedeutung des Juneteenth-Feiertages. Nach der erfolgreichen Einführung des Feiertags recherchierte Lee, was aus dem Grundstück geworden war, auf dem ihr von dem Mob niedergebranntes Elternhaus gestanden hatte. Es ergab sich, dass das leerstehende Grundstück zufälligerweise im Besitz des lokalen Ablegers von Habitat for Humanity war, dessen Gründungsmitglied Lee gewesen war. Der Leiter der Organisation ließ Lee daraufhin das Grundstück überschreiben und versprach, dort bis zu ihrem 99. Geburtstag ein Haus errichten zu lassen.

## Ehrungen
- 2023: Ehrendoktor der Wiley University[7]
- 2023: Ehrendoktor der University of North Texas[8]
- 2024: Presidential Medal of Freedom

## Werke
- Juneteenth: A Children’s Story. Unity Unlimited, Fort Worth 2021. ISBN 978-1-5136-8491-8.